# Castelo de Montesa

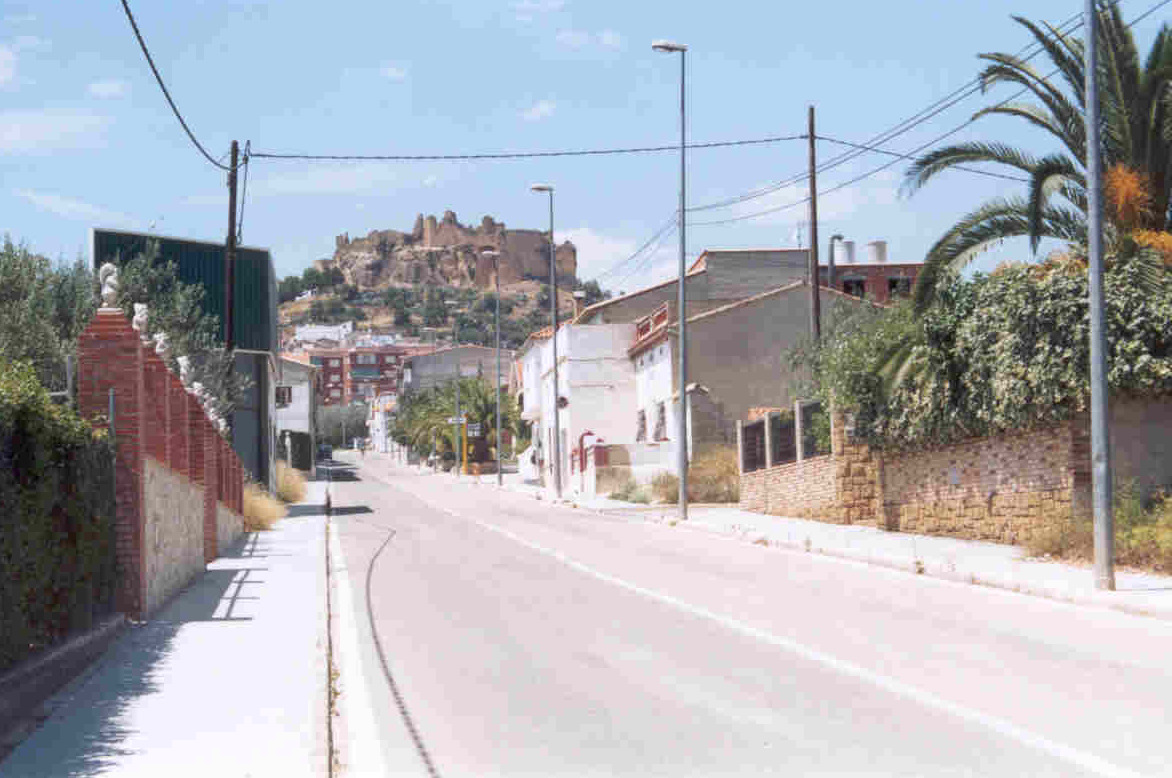
Montesa, Espanha: ao fundo, o castelo.

O Castelo de Montesa localiza-se no município de Montesa, província de Valência, na comunidade autónoma da Comunidade Valenciana, na Espanha.
Ergue-se no alto de uma colina, em posição dominante sobre a povoação.
Sede da Ordem de Montesa, instituída em 10 de Junho de 1317, foi considerado um dos mais fortes do reino de Valência, devido à espessura de suas muralhas, à solidez das suas torres e à espaçosa praça de armas, onde se afirmava podiam formar dois mil homens.

## História
Remonta a uma fortificação muçulmana. No contexto da Reconquista cristã da região, foi tomada pelas forças de Pedro III de Aragão, em Abril de 1277. Pertenceu à Ordem do Templo, que o reconstruiu.
No contexto da extinção da Ordem dos Templários, na França, foi doado pelo rei Jaime II de Aragão à recém-criada Ordem de Montesa, que o reforçou e ampliou.
Em 1347 a Ordem de Montesa adquiriu a Pedro IV de Aragão numerosas vilas e castelos, com o que passou a ser proprietária do Maestrazgo.
Os Reis Católicos incorporaram à Coroa todos os "maestrazgos" para cercear o poderio das Ordens de Cavalaria, mas o lugar-tenente de Montesa continuou com grandes honras e privilégios.
O terramoto de 23 de Março de 1748 ocasionou o desmoronamento de grande parte do castelo. Sete anos mais tarde, a 1 de Novembro de 1755, durante a missa, produziu-se um novo sismo, que causou pânico entre os oficiantes e os fiéis que enchiam o templo. Após estes acontecimentos, já perdida a sua função estratégica, o castelo não foi reconstruido, vindo a ser abandonado. Com o passar do tempo, os moradores da região reaproveitaram as suas pedras para a construção das próprias residências.
As suas ruínas foram classificadas como Monumento Arquitectónico-artístico em 1926.

## Características
Em estilo gótico, no seu interior encontravam-se o convento, a igreja da Ordem de Montesa, o palácio do Grão-Mestre, os quartéis da tropa, e demais dependências de serviço da fortificação.